# Малая Степнинка
Ма́лая Степни́нка — деревня в Марьяновском районе Омской области России, в составе Степнинского сельского поселения.
Население — 225 чел. (2010).

## Физико-географическая характеристика
Малая Степнинка находится в лесостепи в пределах Ишимской равнины, являющейся частью Западно-Сибирской равнины. Реки и озёра отсутствуют. В окрестностях населённого пункта распространены лугово-чернозёмные солонцеватые и солончаковые почвы.
По автомобильным дорогам расстояние до областного центра — города Омска — составляет 55 км, до районного центра — посёлка Марьяновка — 14 км, до административного центра сельского поселения — села Степного — 11 км.
Часовой пояс
Малая Степнинка, как и вся Омская область, находится в часовой зоне МСК+3. Смещение применяемого времени относительно UTC составляет +6:00.

## Население
| 1970 | 1979 | 1989 | 2010 |
| ---- | ---- | ---- | ---- |
| 262  | ↘214 | ↗221 | ↗225 |

В 1989 году немцы составляли 67 % населения деревни.